# Џедеф Ре
Џедеф Ре (познат и као Џедефра, Редједеф или Радједеф, 2566 – 2558) био је староегипатски фараон Четврте династије, Кеопсов син и наследник. Мајка му је вероватно била једна од Кеопсовх нижеразредних супруга. Оженио се полусестром Хетепхерес II. Друга жена била је Кхентетенка, са којом је имао синове Сетка, Бака, Хернета и кћерку Неферхетепес.
Био је први фараон који је користио као краљевску титулу Син Ра.
Сазидао је пирамиду у Абу Равашу, 8 km северно од Гизе.

## Краљева гробница
Џедеф Ре је саградио пирамиду у близини села Абу Раваш, која се налази око 10 km од града Каира, око 8 km северозападно од Гизе, на стеновитим падинама, успињући се високо над Нилом. Владарева пирамида је најсеверније положена пирамида у Египту. Градња пирамиде се свршила брзо после њеног отпочињања градње. Њена основа је имала око 100 x 100 m и остаци пирамиде се уздижу до 10 m. Јако лоше стање остатака пирамиде се догађа после вађења камена у 19. веку, када је отуда сваког дана у Каиро одношен камен на 300 дева. Археолози сада допуштају теорију да пирамида никада није била завршена. Најновија истраживања доказују да је пирамида била завршена, али је велика количина пирамиде у 2. веку била растављена. У бољем стању се сачувало само подземље пирамиде, али погребна комора је затрпана и неприступна и сматра се да би ту могао да буде и владарев саркофаг.
Због тога што је у Абу Равашу нађен велики број изломљених скулптура, сматрало се да је Редеф Ре дошао на власт и трон на укор свога брата Каџаба и да је после смрти био затрт. Ова теорија је данас превазиђена Између фрагмената више од 20 скулптура је једна остала сама недотакнута која је представљала владара као сфингу. Осим тога се сачувала још једна скулптура која је израђена од црвеног камена кремена, која је израђена у највишем уметничком квалитету. Употреба црвене боје је резултовала сунчаним култом као и чињеницом да је црвена боја блиска тону људског тела. Ту се у ствари ради о најстаријим вајарским делима сфинга у Египту и нешто мање старије од Редеф Реове сфинге у Гизи.